# 乳

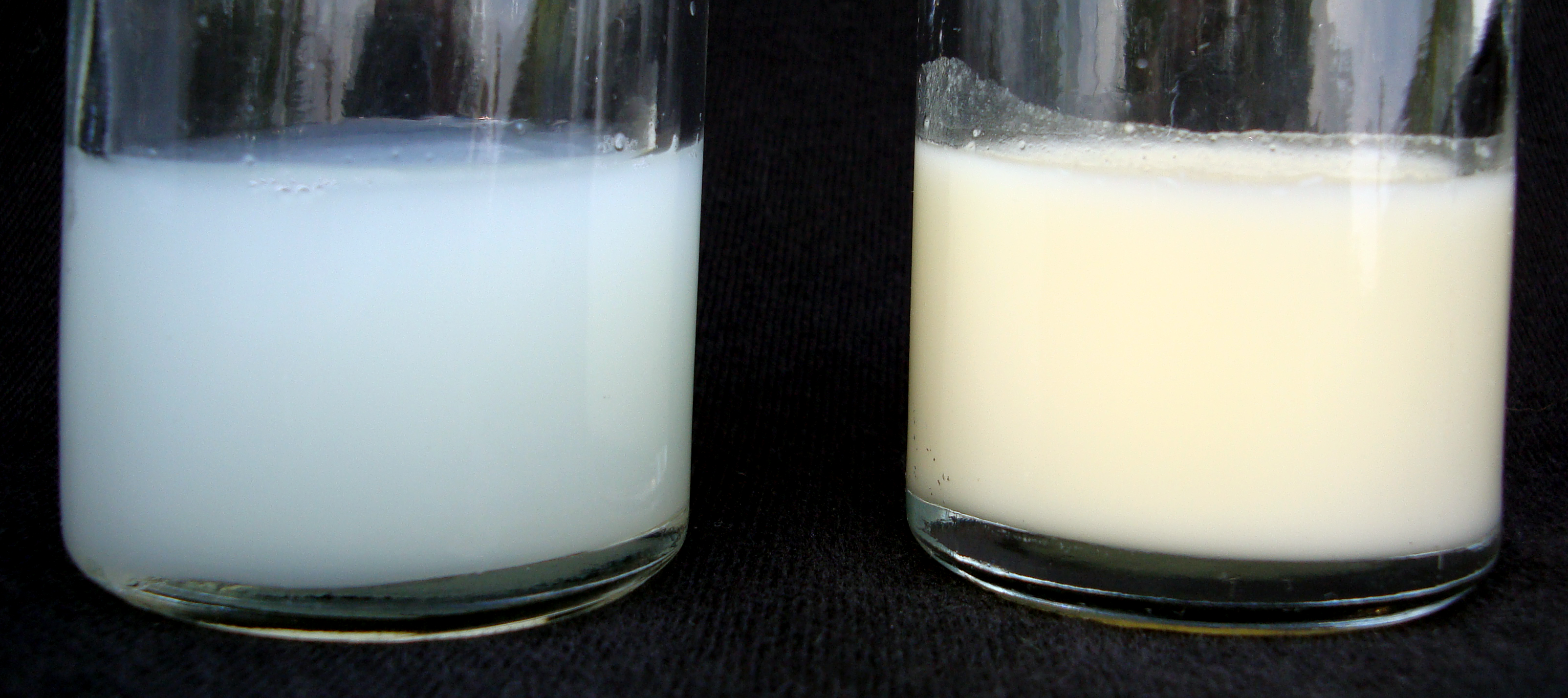
人間の母乳をサンプルとした、初乳（右）と後期乳（左）の比較。

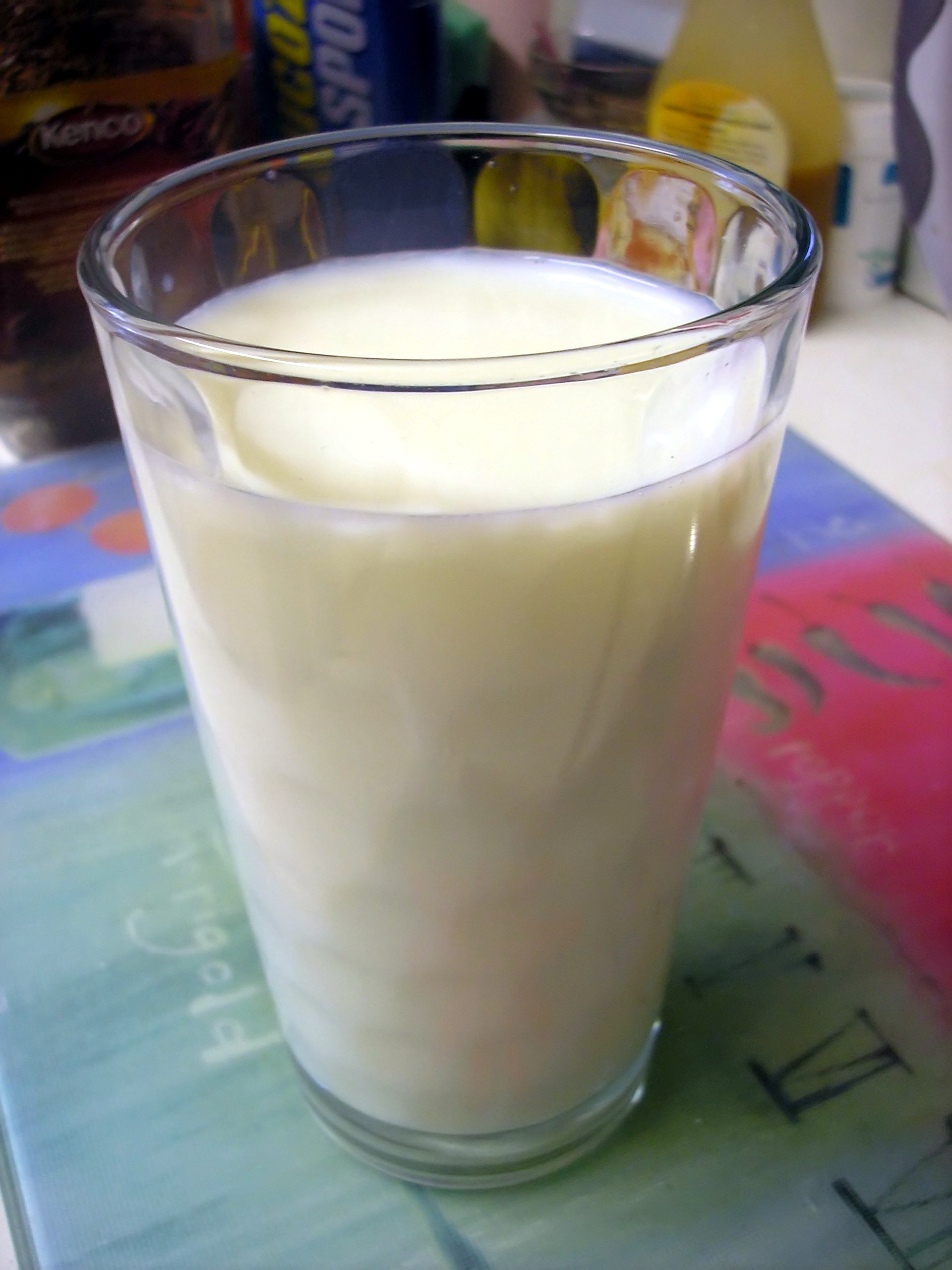
パスチャライゼーションで処理された牛乳。

乳汁（にゅうじゅう、ちしる、ちちしる）とは、乳（ちち、にゅう）、ミルク（英: milk）とも言われる、動物のうち哺乳類が乳幼児に栄養を与えて育てるために母体が作りだす分泌液である。特に母乳（ぼにゅう）と呼ぶ場合は、ヒトの女性が出す乳汁を指すのが慣例である。
誕生後の哺乳類が他の食物を摂取できるようになるまでの間、生息環境や子供の成長に見合った栄養を獲得できる最初の源となる。

## 概要

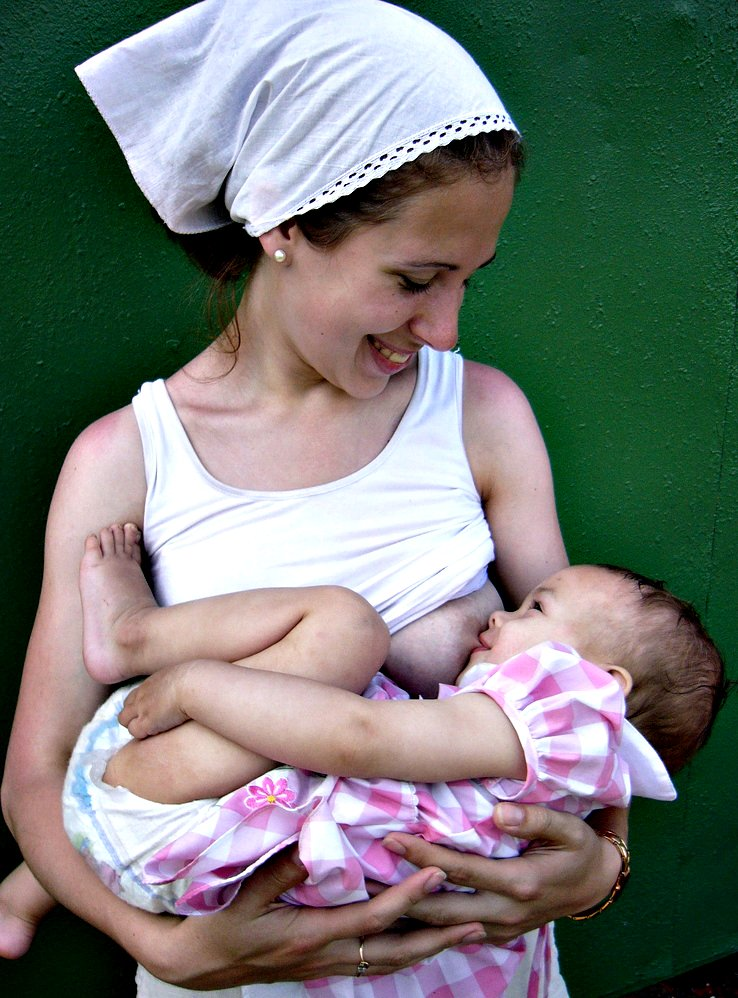
母親からの乳を飲む人間の乳児。

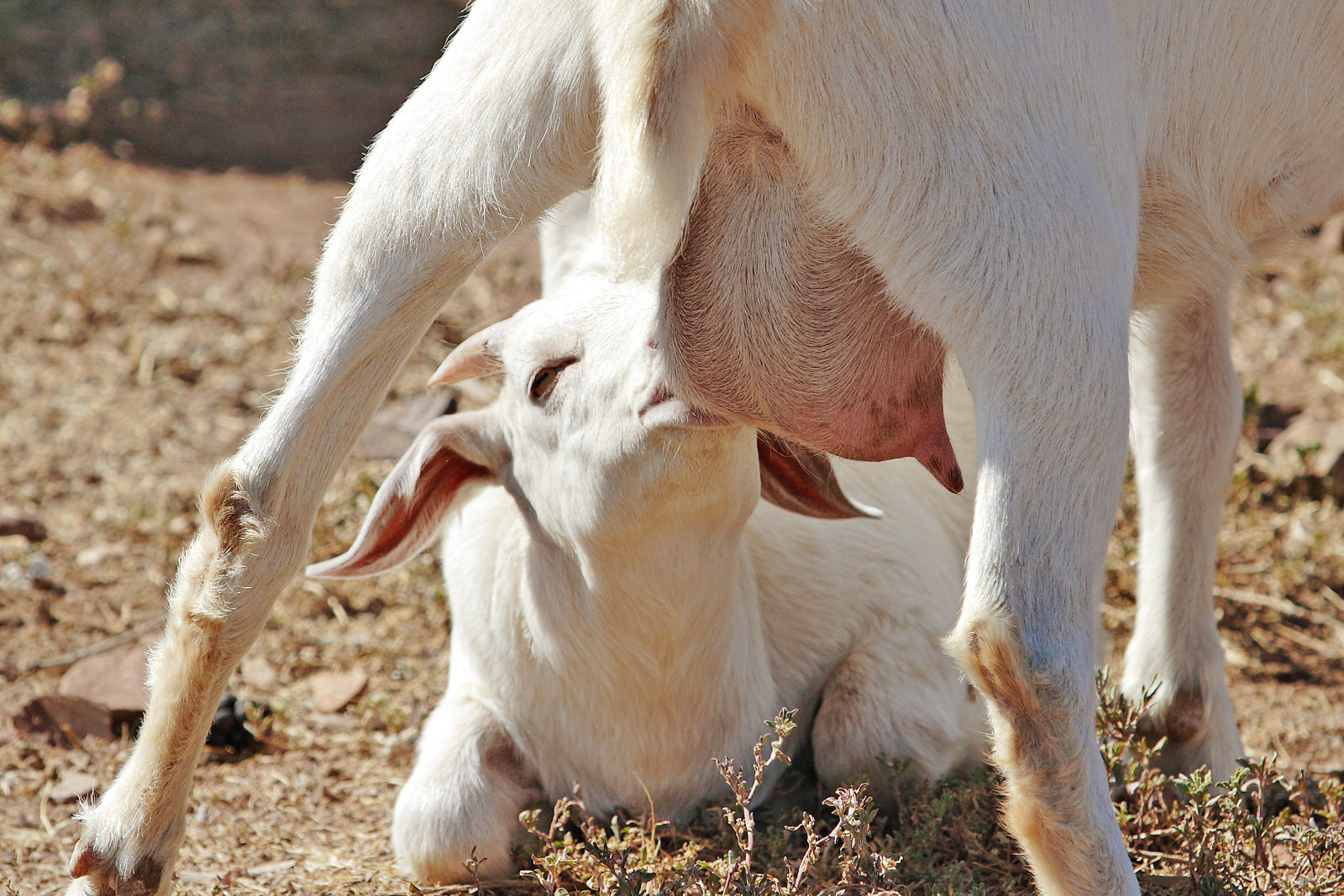
子ヤギが母乳を飲む様子。

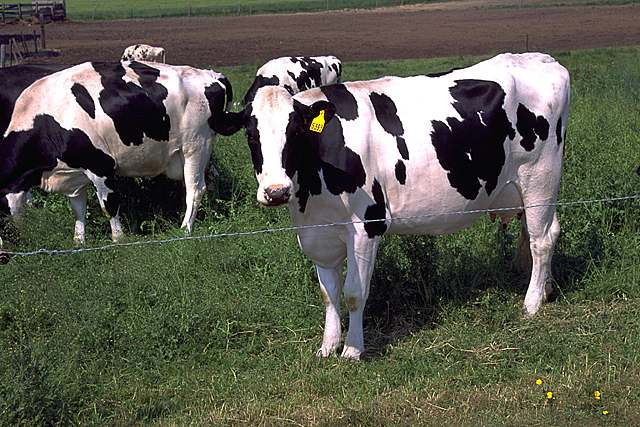
ホルスタイン。今日、工業化された酪農業において広く飼育される種。

一般の食物は、本来は生体組織や種子などである。それに対しミルクは食糧として作られる唯一の天然物である。
ミルクは、分泌作用を持つ外分泌腺の一種である乳腺から引き出されている。この事から、授乳機構とは、原始的には卵の湿度を維持する役目が発達したものと考えられる。この仮説は、カモノハシ目（卵生哺乳類）の生態を根拠に立てられた。授乳の根本目的は、栄養摂取もしくは免疫による防御であったという考えが受け入れられている。そしてこの分泌物は、進化を遂げる時間の中で、その量を増やし、複雑な栄養素を含むようになった。
最初に授乳されるミルク（初乳）には、母体から赤ん坊へ与えられる抗体が含まれ、以後のさまざまな病気にかかる危険性を低める効果がある。また、ウサギの母乳から、子供を乳首に吸いつけさせるフェロモン (2-methylbut-2-enal, 2MB2) が発見された報告もある。生乳が含んでいる栄養成分は動物の種によって差異があるが、主に飽和脂肪酸・タンパク質・カルシウムそしてビタミンCを含む。牛乳は水素イオン指数 (pH) 6.4 - 6.8 を示す弱酸性である。
ウシの種が提供するミルクは、多くの栄養素を含む重要な食品である。2011年、世界中では、1億3189万頭の乳牛が飼育され、4億4467万トンの牛乳が生産された。国別ではインドが生産および消費のいずれも1位であり、ミルクの輸出入は行われていない。ニュージーランド、EU加盟15ヶ国、オーストラリアがミルクや乳製品の3大輸出国である。一方で輸入は中華人民共和国、メキシコ、日本が上位3位までに入る。ミルクは特に発展途上国において、栄養供給と食糧の安全保障の確立に貢献する重要な食品である。家畜の改良、酪農技術、およびミルクの品質は、貧困問題や世界的な食糧問題の解決に、大きく役立つものとも考えられている。

### 母乳以外のミルク
単語「乳」または「ミルク」は、色や食感が似ている動物由来ではない飲料を表す際にも使われる。豆乳 (soy milk) 、粥 (rice milk) 、アーモンドミルクやココナッツミルクなどがこれに該当する。また、植物に切れ目等の傷を入れた際に滲み出る樹液等，白色(または，橙黄色等も含む)液汁も「乳」（英: latex）と言う。
また、哺乳類以外でもこどもに与える栄養物を分泌する例はある。ハト目の親が若鳥に与えるため分泌する液体も素嚢乳 (crop milk) と呼ばれ、哺乳類のミルクとの共通性も見られる。熱帯魚として知られるディスカスは雌雄で子育てするが、その際に体表から分泌物を出し、これを子供が食べる。これは「ディスカスのミルク」といわれる。クモ類のヒメグモ科の幾つかのものは幼生に口から分泌物を出して与え、「スパイダーミルク」と呼ばれる。

## 需要
ミルクを消費する方法には、大きく2種類がある。ひとつは幼い哺乳類が授乳される自然な状態であり、もうひとつは人類が他の動物から得たミルクを加工して食品とする場合である。

### 授乳
ほとんど全ての哺乳類では、ミルクは赤ん坊に母乳栄養を与えるために直接または一時的に貯めた状態のものを飲ませる。その中で人間は、幼年期を過ぎてもミルクを消費する数少ない例外に当る。ミルクを常飲するグループの中には、ウシだけでなく家畜化した有蹄類の乳を利用する地域もある。インドは牛乳だけでなく水牛の乳の生産や消費も世界一である。
乳糖は、ミルクの他にレンギョウの花やわずかな熱帯性低木の中だけに含まれるもので、これを消化するために必要な酵素であるラクターゼの数は出生後に小腸の中で最も高くなるが、ミルクを恒常的に飲まなくなるにつれ徐々に減退する。人がヤギの生乳を乳児に与える事があるが、ここには危険が潜んでいる事が知られている。水電解質平衡異常、代謝性アシドーシス、巨赤芽球性貧血や数々のアレルギー反応などである。

### 乳製品
牛乳を元に様々な乳製品が作られている。脂肪を集めて得られたクリームからは生クリームやバター、逆に脂肪を取り除いた脱脂乳からは脱脂粉乳やスキムミルクなどが出来る。牛乳を濃縮したコンデンスミルク、発酵させたヨーグルト、凝固・発酵させたナチュラルチーズ．それに加熱などのプロセスを経て作られるプロセスチーズなどである。

### 消費量
| 国             | ミルク(L) | チーズ(kg) | バター(kg) |
| -------------- | --------- | ---------- | ---------- |
| フィンランド   | 183.9     | 19.1       | 5.3        |
| スウェーデン   | 145.5     | 18.5       | 1.0        |
| アイルランド   | 129.8     | 10.5       | 2.9        |
| オランダ       | 122.9     | 20.4       | 3.3        |
| ノルウェー     | 116.7     | 16.0       | 4.3        |
| スペイン       | 119.1     | 9.6        | 1.0        |
| スイス         | 112.5     | 22.2       | 5.6        |
| イギリス       | 111.2     | 12.2       | 3.7        |
| オーストラリア | 106.3     | 11.7       | 3.7        |
| カナダ         | 94.7      | 12.2       | 3.3        |

## 供給
西洋諸国では、牛乳が産業レベルの規模で生産され、各種のミルクの中で最も多く消費されている。商業的な酪農では自動搾乳機が導入されており、先進国ではほとんどの牛乳を供給している。そこでは、牛乳生産に注力するためホルスタインのような乳牛が選択的に飼育される。アメリカ合衆国の乳牛のうち90%、イギリスの80%がホルスタインである。飼われる他の乳牛種には、エアシャー種、ブラウン・スイス種、ガンジー種、ジャージー種、デイリー・ショートホーン種などがある。

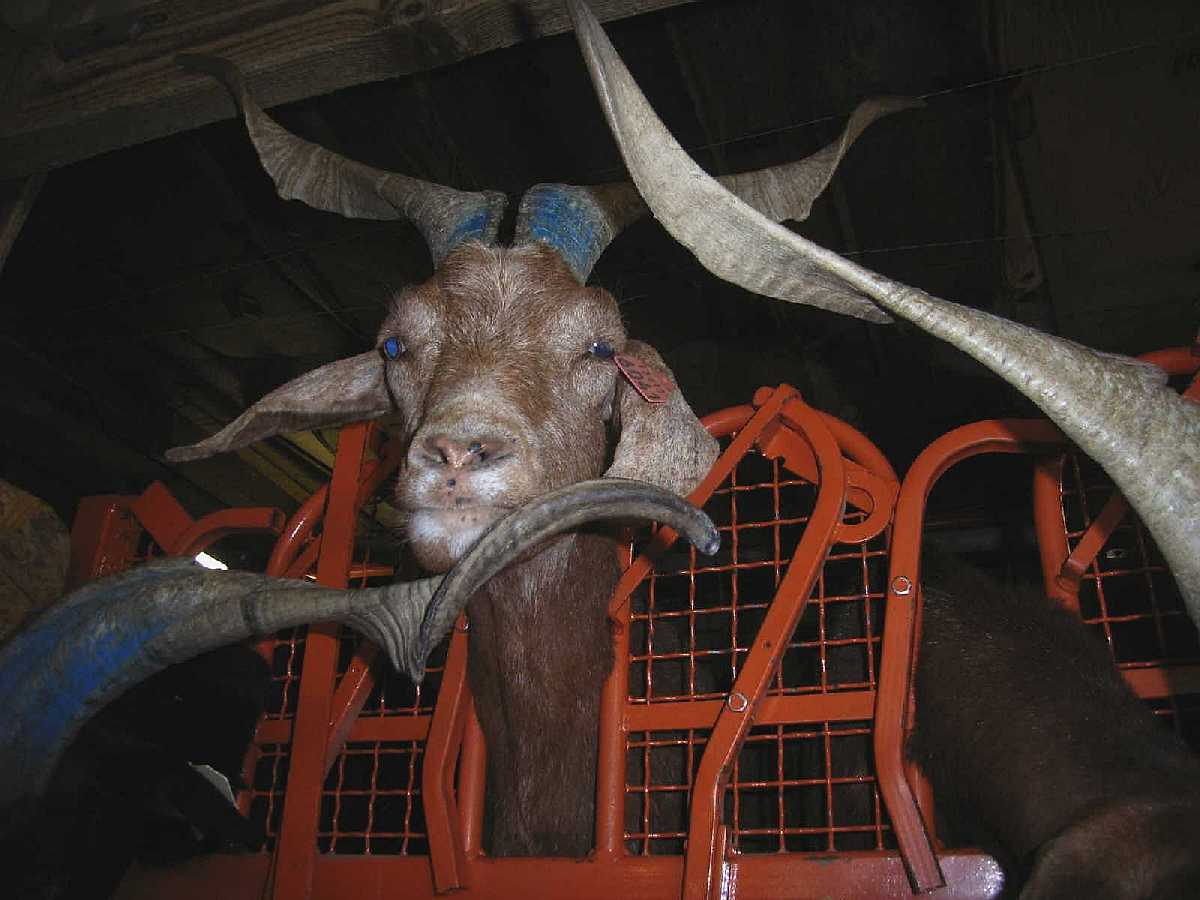
ヤギの乳からはチーズなどの酪農製品がつくられる。

### 牛以外からの供給
ウシ以外でも、人類は多様な動物を家畜化し、そのミルクを利用している。例えば、ラクダ、ロバ、ヤギ、ウマ、トナカイ、羊、水牛、ヤクなどである。ロシアやスウェーデンではヘラジカの乳も利用している。
全米バイソン協会によると、アメリカバイソン（アメリカンバッファローとも呼ばれる）のミルクは商業的な取引こそ行われていないが、ヨーロッパ人の北米移住や1970‐1980年に行われたビーファロ種の商業的交雑以降、乳牛の品種改良のために行われる交配に利用されることが多い。

### 生産国

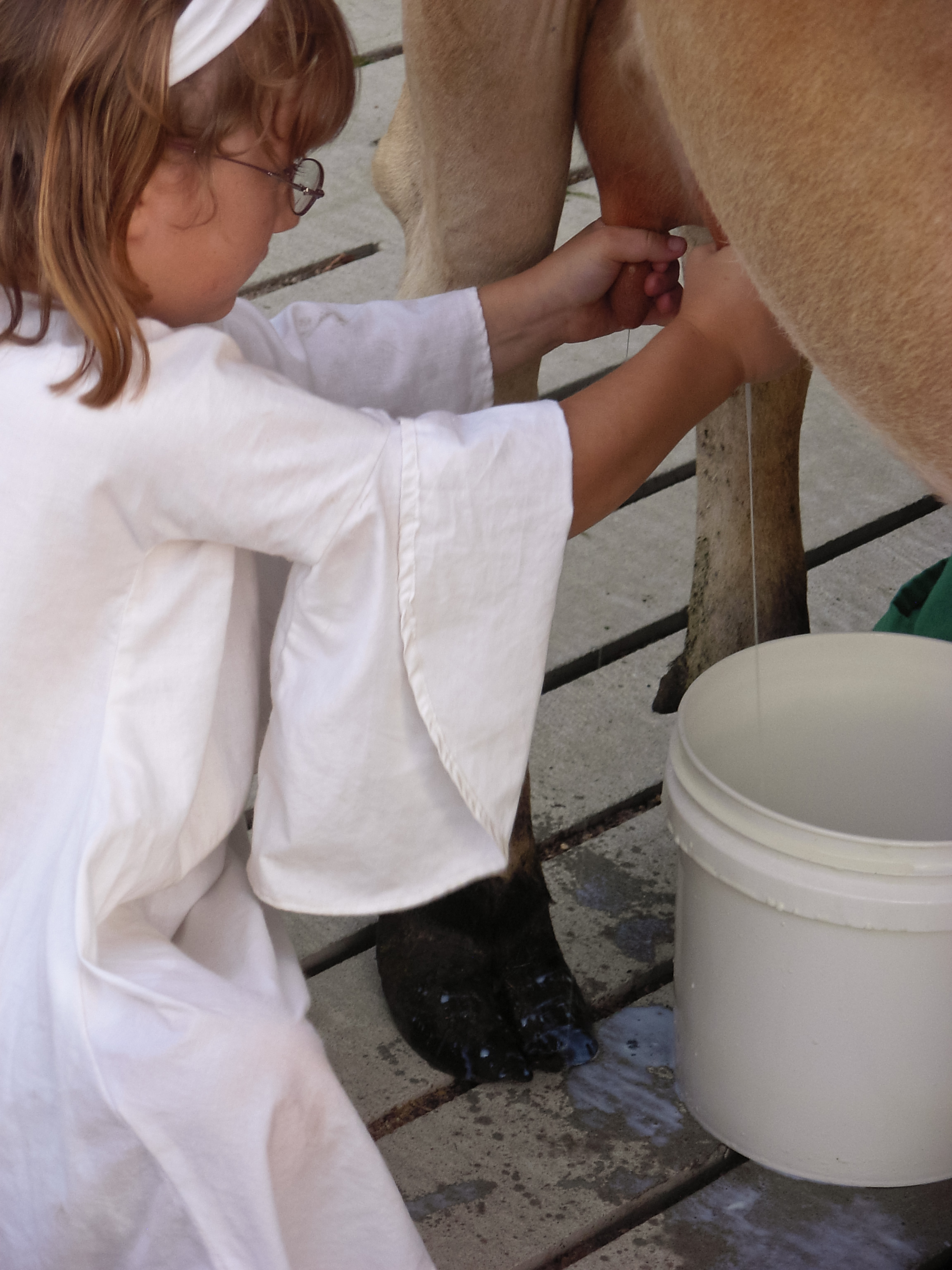
ウシの乳搾りをする少女。

ミルクの最大生産国はインド、次いでアメリカに、ドイツとパキスタンが続く。
発展途上国の経済成長と、ミルクおよび乳製品の販売促進が相まって、近年これらの国におけるミルク全体の消費量は伸長している。それに伴い、成長市場をターゲットにした酪農系多国籍企業の投資も活発になっている。このような潮流にもかかわらず、多くの国でミルク生産事業体は依然として小規模なままに止まり、それのみの収入に頼っていられない状態にある。
以下の表は水牛のミルク生産量を国別に示す。
| 国             | 生産量（トン） | 付記                 |
| -------------- | -------------- | -------------------- |
| インド         | 59,210,000     | 非公式なデータを含む |
| パキスタン     | 20,372,000     | 公式発表             |
| 中華人民共和国 | 2,900,000      | FAO調べ              |
| エジプト       | 2,300,000      | FAO調べ              |
| ネパール       | 958,603        | 公式発表             |
| イラン         | 241,500        | FAO調べ              |
| ビルマ         | 220,462        | 公式発表             |
| イタリア       | 200,000        | FAO調べ              |
| ベトナム       | 32,000         | FAO調べ              |
| トルコ         | 30,375         | 公式発表             |
| 世界           | 86,574,539     | 公式発表             |

### 搾乳機
牛乳製造の衛生管理を行い搾乳機を使用する。
- 自動搾乳機（英語版）
- バケットミルカー（ドイツ語版）
- パイプラインミルカー（ドイツ語版）
- ミルキングパーラー
- 搾乳ロボット

## 歴史
人類が他の動物の乳を定常的に飲むようになったのは、ユーラシアでは新石器革命期に家畜を飼い始めたこともしくは農業の革新が契機となった。この新たな食糧確保は、紀元前9000-7000年頃の西南アジアや、前3500-3000年頃のアメリカ州でもそれぞれ独立して発生した。ウシ・ヒツジ・ヤギといった重要な動物の家畜化は西南アジアで始まったが、それ以降、野生のオーロックスを飼いならす例は世界中の様々な時と場所で起こった。当初、動物の家畜化は肉を得るために行われたが、考古学者アンドリュー・シェラットが提唱した考えによると、酪農は、家畜から体毛を得たり労働をさせたりする行為の進展とともに、二次産物革命よりももっと後の前4000年頃に形作られたという。ただし、近年の発見はシェラットの説に反する。先史時代の土器に残る液体の痕跡を分析した結果、西南アジアにて酪農は初期農業段階で既に行われていたと判明し、その時期は前7000年頃と推定された。
西南アジア発祥の酪農は、紀元前7000年頃からヨーロッパに伝わり、前4000年以降にブリテン諸島やスカンディナヴィア半島まで伝播した。南アジアには前7000-5500年頃に伝わった。搾乳を始めたのは中央ヨーロッパブリテン諸島の農民たちと考えられる。牧畜や遊牧のような耕作よりも家畜に大きく依存する経済活動は、農業主体のヨーロッパ人集団がカスピ海近郊のステップ地帯に移動した紀元前4世紀頃に発達し、後にユーラシア大陸のステップ気候域に広まった。アフリカのヒツジやヤギは西南アジアから持ち込まれたものだが、ウシは前7000-6000年頃に独自に飼いならしたものと考えられる。ラクダの家畜化は紀元前4世紀の中央アラビアで興り、北アフリカやアラビア半島では酪農の対象となった。
1863年、フランスの化学者ルイ・パスツールは乳飲料や食品の中に潜む有毒なバクテリアを殺菌する低温殺菌法（パスチャライゼーション）を発明した。1884年、ニューヨーク在住のアメリカ人医師ヘンリー・サッチャーが、撥水紙のフタを持つ初のガラス製牛乳瓶「Thatcher's Common Sense Milk Jar」を発明した。後の1932年に、ビクター・W・ファリスの発明によるプラスチックコーティングされた紙パックが採用され普及した。

## 物理的・化学的性質
ミルクは、球状の脂肪が水を基調とした炭水化物やタンパク質およびミネラルが含まれた液体の中に分散したエマルジョンまたはコロイド溶液である。含まれる成分は、これを口にする新生児の初期発育を助けるためのエネルギー源（脂質、乳糖、タンパク質）、非必須アミノ酸を生合成するためにタンパク質から供給される物質（必須アミノ酸とその仲間）、必須脂肪酸、ビタミン、無機元素、そして水である。
ミルクの分析は19世紀後半から始まり、近年の分析技術向上によって微量の活性物質も発見されているが、未だ全容を掴むには至っていない。中には、β-ラクトグロブリンのように生物学的に含まれている理由が見つかっていないものもある。

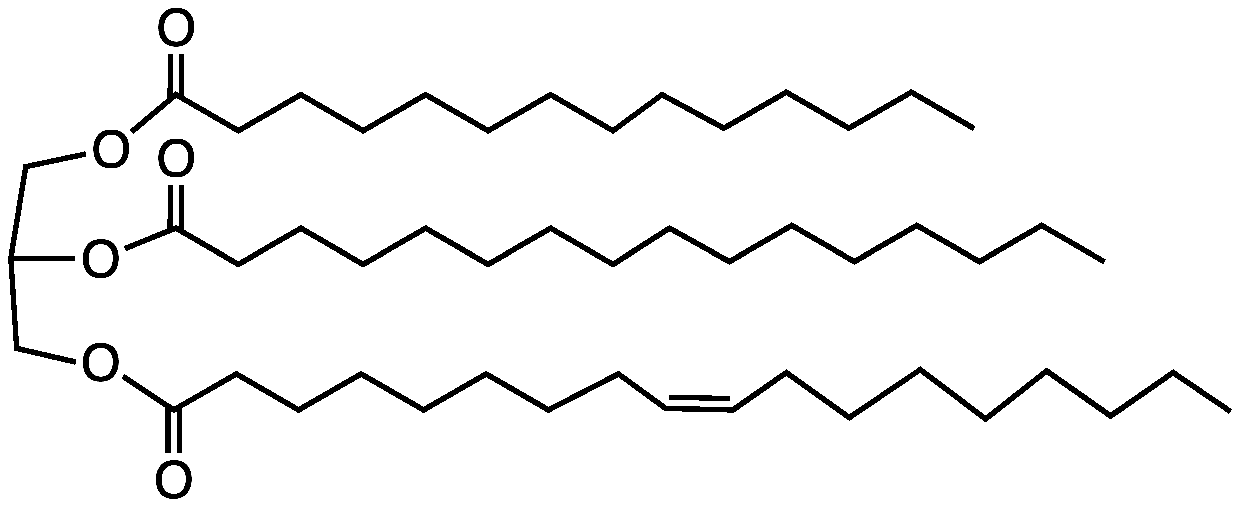
乳脂肪は、ミリスチン酸・パルミチン酸・オレイン酸などの脂肪酸からつくられるトリアシルグリセロール（脂肪）である。

### 脂質
乳脂肪は膜で包まれた脂肪球の形で分泌される。それぞれの脂肪球はほとんどがトリアシルグリセロールであり、これをリン脂質やタンパク質などを成分とする複合膜が覆う。これらは乳化された状態にあり、各球が引っ付き合わないよう保ちつつ、ミルクの液体部分に含まれる各種の酵素と反応する事を防ぐ。97-98%がトリアシルグリセロールであるが、ジアシルグリセロールやモノアシルグリセロール、遊離コレステロールやコレステロールエステル、遊離脂肪酸、リン脂質もそれぞれ少量ながら含まれている。タンパク質や炭水化物とは異なりミルクに含まれる脂肪の構成は、発生の起源や授乳方法によって異なり、とくに動物の種族によっても差異が大きい。
構造の特徴として、脂肪球の大きさにはばらつきがあり、小さいもので直径0.2μm、大きいものでは15-20μmに達するものもある。この直径の差異は、動物の種だけでなく特定の個体が分泌した時によっても生じる可能性がある。均質化をしていない牛乳の脂肪球の平均直径は2-4μmであり、均質化を施すとこれが0.4μm前後まで小さくなる。親油性のビタミンであるA・D・E・Kは、必須脂肪酸であるリノール酸などに親和した形で乳脂肪部分の中に含まれる。

### タンパク質
通常、牛乳は1リットル当り30-35グラム程度のタンパク質を含み、その約80%はカゼインミセルである。

#### カゼイン
カゼインミセルは、液状のミルク中に存在する最大の構造物であり、表層に界面活性剤ミセルと近かよったナノメートル大のリン酸カルシウム微細粒子を持つ、数千というタンパク質分子の集まりである。それぞれのカゼインミセルは、直径40-600nmのコロイド粒子である。カゼイン状タンパク質は αs1-, αs2-, β-, κ- の4タイプに分類できる。ミルク中に含まれるタンパク質のうち、重量比で76-86%を占めるカゼイン状タンパク質や、水に不溶のリン酸カルシウムのほとんどはミセルの中に捕らわれている。
ミセルの精密な構造に関して複数の理論が提唱されているが、最も外側の層はk-カゼインのみで構成され、周囲の流体に突き出ているという考えは共通している。このk-カゼイン分子は負の電荷を帯びているためにミセル同士は電気的に反発し合い、通常ならばそれぞれが離れた状態を維持し、水を主成分とする液体の中でコロイド状懸濁液となる。構造モデルの一つは「サブミセルモデル」と呼ばれ、小さなサブミセルが寄せ集まってミセルを作っているという考えである。これによると、ミセルの内側にはk-カゼイン含有量が少ないサブミセルがあり、これをk-カゼインに豊むサブミセルが覆いつつ、これらの間にリン酸カルシウムが存在する構造を持つ。他に提唱される「ナノクラスターモデル」では、中心にリン酸カルシウムの小さな集合体があり、その周囲に紐状のカゼインが付着している構造を取るという考えであり、この場合サブミセルは作られていない。
ミルクにはカゼイン以外にも、β-ラクトグロブリン（β-Lg）、乳糖合成に関与するα-ラクトアルブミン（α-La）、免疫グロブリン（IgG）、血清アルブミン（BSA）、ラクトフェリン（Lf）などそれぞれの機能を持つ多種多様なタンパク質が含まれている。これらはカゼインよりも水溶性が高いため、大きな構造には纏まらない。カードをつくるとカゼインが凝乳側に集まるのに対し、これらのタンパク質は乳清（ホエイ）側に残る。そのため乳漿蛋白（ホエイプロテイン）とも呼ばれる。乳漿蛋白は重量比でミルク中のタンパク質の20%を占める。代表的な乳漿蛋白はラクトグロブリンである。

### ミネラル・塩・ビタミン
ミネラルや塩は、様々な種類のものがミルクの中ではアニオンやカチオンの形態を取り存在している。これらはカルシウム、リン酸塩、マグネシウム、ナトリウム、カリウム、クエン酸塩そして塩素などが含まれ、5-40ナノメートルに凝集している。塩はカゼイン、特にリン酸カルシウムと強い相互作用を起こす。これは時に、リン酸カルシウムへの過剰な結合を引き起こす場合がある。その他、ミルクは良質なビタミン供給源となり、ビタミンA、B1、B2、B12、K、パントテン酸などは全てミルクに含まれる。
複数の測定にて、タンパク質を捉えるリン酸カルシウムはCa9(PO4)6の構造を持っている事が示された。しかし一方で、この物質は鉱物のブルシャイト CaHPO4 -2H2O 的な構造を持つという主張もある。

### 炭水化物と他の含有物質

ラクトース分子(左)がガラクトース(1)とグルコース(2)に分解される簡略図。

ミルクは、ラクトース（乳糖）、グルコース、ガラクトース、その他のオリゴ糖など複数の炭水化物を含む。グルコースとガラクトースの2つの単糖が合成したラクトースはミルクに甘みを与え、カロリーの約40%を占める。ウシ属のミルクには平均4.8%の無水ラクトースが含まれ、脱脂粉乳の固形分のうち50%に相当する。ラクトースの含有率はミルクの種類によって異なり、他の炭水化物は強く結合してラクトースの状態でミルクの中に存在する
その他、未精製の牛乳には白血球や乳腺細胞、様々なバクテリアや大量の活性酵素が含まれている。

### 外見
脂肪球とそれよりも小さなカゼインミセルは、いずれも光を乱反射させる充分な大きさがあり、このためにミルクは白く見える。中には脂肪球が黄色 - オレンジ色のカロテンを含む場合があり、このため例えばガンジー種やジャージー種などのミルクをグラスに注ぐと、黄金色またはクリームのような色調が見られる。乳清部分のリボフラビンはやや緑がかっており、脱脂粉乳やホエーで確認できる場合もある。また、脱脂粉乳は粒子が小さなカゼインミセルのみが光を散乱させるため、赤色よりも青色の波長をより散乱させる傾向があり、薄青い色に見える。

## 栄養と健康への効果
ミルクの成分構成は、動物の種によって大きく異なる。例えばタンパク質の種類や、タンパク・脂肪・糖質の割合、ビタミンやミネラルの比率、乳脂肪滴の大きさ、カードの濃度など、違いは様々な要因において見られる。例えば、
- 人間の乳の平均的組成は、タンパク質1.1%、脂質3.5%、糖質7.2%、ミネラル0.2%。100グラム当り65kカロリー。この成分構成は馬乳も近い[1]。糖質含有比は哺乳動物中で最も高く、これは脳の発達速度の早さに関係する[1]。
- 牛乳の平均的組成は、タンパク質3.3%、脂質3.8%、糖質4.8%、ミネラル0.7%。100グラム当り67kカロリー[1]。牛乳の成分含有量は、哺乳類の乳の中で中間的な値を取る[1]。人間の乳よりもタンパク質やミネラルに富む理由は、ウシの成長速度が人間よりも早いためである[1]。
- ロバやウマの乳は含有脂肪分が低く、逆に鰭脚類やクジラの乳は高脂肪で含有率は50%を越える[51][52]。
- 乳糖の割合は、カンガルーで7.6％、ネコで4.8％、イヌで3.1％、クジラで1.3％、ウサギで0.9％などバラツキが見られる[53]。

| 成分             | 単位 | ウシ | ヤギ | ヒツジ | 水牛 |
| ---------------- | ---- | ---- | ---- | ------ | ---- |
| 水分             | g    | 87.8 | 88.9 | 83.0   | 81.1 |
| タンパク質       | g    | 3.2  | 3.1  | 5.4    | 4.5  |
| 脂肪             | g    | 3.9  | 3.5  | 6.0    | 8.0  |
| 炭水化物         | g    | 4.8  | 4.4  | 5.1    | 4.9  |
| カロリー         | kcal | 66   | 60   | 95     | 110  |
| エネルギー       | kJ   | 275  | 253  | 396    | 463  |
| 糖質（乳糖）     | g    | 4.8  | 4.4  | 5.1    | 4.9  |
| コレステロール   | mg   | 14   | 10   | 11     | 8    |
| カルシウム       | mg   | 120  | 100  | 170    | 195  |
| 飽和脂肪酸       | g    | 2.4  | 2.3  | 3.8    | 4.2  |
| モノ不飽和脂肪酸 | g    | 1.1  | 0.8  | 1.5    | 1.7  |
| ポリ不飽和脂肪酸 | g    | 0.1  | 0.1  | 0.3    | 0.2  |

このような成分構成は、種、個体、授乳期のどのタイミングかによっても変わる。以下、乳牛の種による差異を示す。
| 乳牛の種           | %（近似値） |
| ------------------ | ----------- |
| ジャージー種       | 5.2         |
| コブウシ           | 4.7         |
| ブラウン・スイス種 | 4.0         |
| ホルスタイン種     | 3.6         |

これら4種の牛乳に含まれるタンパク質は3.3-3.9%、ラクトースは4.7-4.9%である。
ミルクの脂肪率は、酪農家が家畜に与える飼料の構成によっても左右される。また、乳腺炎に感染するとミルクの脂肪含有率は低下する。
飲用したミルクから人体が吸収するカルシウムの量に関しては、さまざまな見解がある。乳製品から得られるカルシウムは、ホウレンソウのような高いカルシウム-キレート物質を持つ野菜よりも、生物学的利用能が高い。その一方で、ケールやブロッコリーなどシュウ酸塩をあまり含まないアブラナ属の野菜と比較すると、得られるカルシウムの生物学的利用能は同等以下である。

### 医学的な研究
近年の評価では、ミルクの摂取には筋肉の成長を促進する効果があり、運動後の筋肉を回復させる事にも有効とする示唆がなされている。

### 乳糖不耐症
ミルクに含まれる二糖であるラクトースは、小腸で吸収するためには酵素のラクターゼによって構成をガラクトースとグルコースに分解されなければならない。しかし、すべての哺乳動物は乳離れの後にラクターゼの分泌が減衰する。その結果、多くの人間は成長後にラクトースを適切に消化できなくなる。ただしこれも人それぞれであり、ほとんどラクトースを消化できない人もいれば、ある程度は可能な者、さらにミルクや乳製品中に含まれるかなりの比率を問題無く吸収できる者もいる。人のラクターゼ分泌を制御する遺伝子はC/T-13910 である。
世界の5％程度の人々はラクトースを満足に消化できない乳糖不耐症を示す事が知られ、この傾向はアフリカやアジア系の人々の中でより顕著である。アメリカ人の3000-5000万が乳糖不耐症であると考えられており、その中にはネイティブ・アメリカンやアフリカ系アメリカ人の75%、アジア系アメリカ人の90％が含まれる。乳糖不耐症は北ヨーロッパ人にはあまり見られず、その他ではサハラ砂漠のトゥレグ族、西アフリカ・サヘル地域遊牧民のフラーニ、スーダンのベジャやカバビッシュ、ウガンダからルワンダ地域のツチ族などが知られる。他にも、北インドの人々も同様である。

## 言語や文化への影響

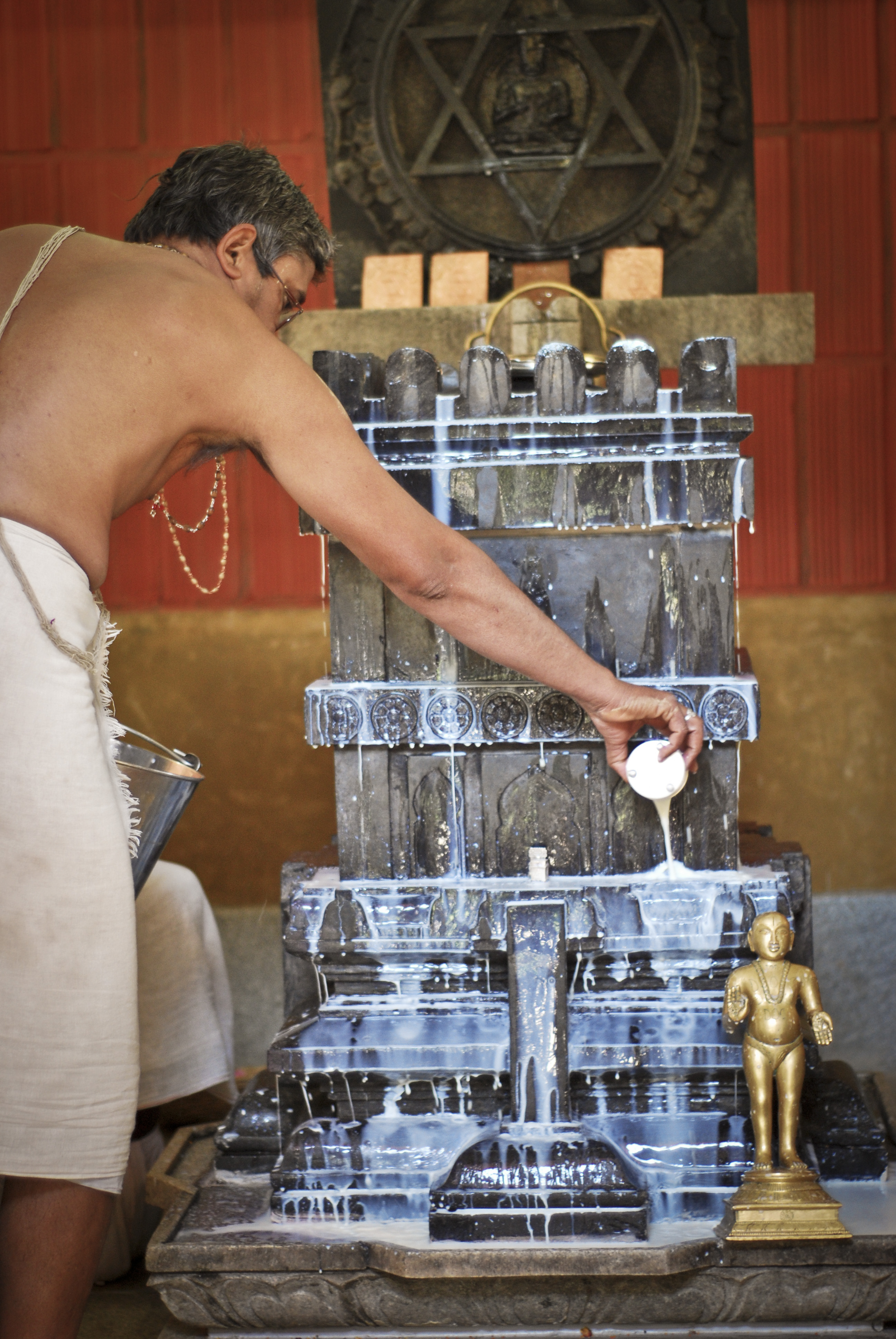
ヒンドゥー教の灌頂の儀式。インド、カルナータカ州。

古代ギリシア神話では女神ヘーラーがヘーラクレースを引き離した際に溢れた乳が天の川（ミルキーウェイ）になったという。
聖書にもミルクを意図した言葉があり、カナンの地イスラエルを「乳と蜜が流れる地」と表現している。乳は蜜と並び「よきもの」の象徴である。コーランの「蜜蜂」には乳について述べた箇所があり、乳は家畜の中で飼料と血液の中間から生じ、人間に与えられる美味な飲み物だと言う (16-The Honeybee, 66)。伝統的に、ラマダーン明けには一杯のミルクと乾燥ナツメヤシの実を口にする。仏教では釈迦の説話に、断食修行後に口にした牛乳の美味が悟りを導いたとあり、牛乳から作られる醍醐を「仏の最上の経法」を指す用語に用いている。ヒンドゥー教で行われる灌頂では、崇拝する神の像を聖水やミルク又はヨーグルトなどで清める儀式が行われる。
人間の文化において乳 (milk) がいかに重要かという事は、数々の言語表現に使われることで説明できる。例えば、「the milk of human kindness」（人間的な思いやり）という用例がある。一方で、「他人を利用する」(to milk someone) という慣用句もある。
様々な意味のスラングでも用いられる。17世紀初頭には、精液や膣液の意味がつけられ、転じて自慰行為を指すようにもなった。19世紀には変性アルコールを水に混ぜて作られた安物の酒の名に使われた。他に、詐取する、騙す、他人に送られた電報を盗聴する、そして虚弱な者や腰抜けという意味もある。1930年代のオーストラリアでは、自動車の吸気ガスを指して使われもした。